# Pseudokompakt
Pseudokompakt är ett matematiskt begrepp inom topologin. Ett topologiskt rum är pseudokompakt om bilden av varje kontinuerlig, reellvärd funktion definierad på det topologiska rummet är begränsad.